# سزاريا ايفورا
سزاریا ايفورا (27 أغسطس 1941 - 14 كانون الأول 2011) مُطربة شعبية تغني موسيقى البلوز والموسيقى الكلاسيكية، تُلقب بذات الرأس الأخضر، ولُقبت ب «بيرفوت ديفا» لأداء العروض بدون حذاء، وكانت تُعرف أيضًا باسم «ملكة مورنا». ذاعت شهرتها بعد تجاوزها الـ 50 عام. سزاريا هي سليلة أسرة موسيقية، وبدأت الغناء مبكرًا في حانات جزيرة الرأس الأخضر الأفريقية. أصدرت أول ألبوم لها في عام 1988 بعنوان (La Diva Aux Pieds Nus)، وفي عام 2009 صدر آخر ألبوم لها (Nha Sentimento)، وفي عام 2004 حصلت على جائزة غرامي عن ألبومها (Voz D Amor)، وبلغ عدد مجمل ألبوماتها 10 ألبومات غنائية. توفيت في عام 2011 وقد ناهزت الـ 70 عام.

## الحياة والمهنة
ولدت «سيز» (كما كانت معرُوفة بين الأصدقاء) في 27 آب 1941 في منديلو، ساو فيسنتي بالرأس الأخضر. عندما كانت في السابعة من عُمرها، توفى والدها (الذي كان موسيقيًا لبعض الوقت )، وعندما بلغت من العمر العشر سنوات، وُضعت في دار للأيتام، حيثُ من الصعب على والدتها تربية جميع الأطفال الستة. وفي سن ال 16، اقنعها صديقها للغناء في حانة على البحارة.
في الستينيات، بدأت سزاريا الغناء على السفن السياحية البرتغالية التي تتوقف عند منديلو، وكذلك على الراديو المحلي.إلا أنه في عام 1985 قام المُغني «بنا» من الرأس الأخضر بدعوتها، فذهبت للقيام بأداء في البرتغال. وقام المُنتج «خوسيه دا سيلفا» باكتشافها في لشبونة، ودعت للتسجيل في باريس.
وجاء نجاح إيفورا الدولي فقط في عام 1988 مع صدور أول ألبوم لها "La Diva Aux Pieds Nus"، الذي سُجٍل في فرنسا. بيع لها عام 1992 من ألبوم «ملكة جمال Perfumado» أكثر من 300,000 نسخة في جميع أنحاء العالم، وشمل واحدة من أغانيها الأكثر شهرة، "Sodade".
جلب ألبوم سيزاريا لعام 1995 نجاحها الدولي الأوسع وترشيحه الأول لجائزة جرامي. في عام 1997، فاز ألبومها "KORA" بجميع جوائز المُوسيقى الأفريقية في ثلاث فئات: «أفضل فنان في غرب أفريقيا»، «أفضل ألبوم» و«استحقاق لجنة التحكيم». وفي عام 2003، مُنح ألبومها «فوس دي عمر» أو "Voz d'Amor" جائزة جرامي في فئة موسيقى العالم.
في عام 2010، قامت إيفورا بسلسلة من الحفلات المُوسيقية، وكانت آخرها في لشبونة يوم 8 مايو. بعد يومين من إصابتها بأزمة قلبية، حيثُ اجريت لها عملية جراحية في مستشفى في باريس. وفي صباح يوم 11 مايو 2010 اقلعت عن التهوية الرئوية الاصطناعية، ويوم 16 مايو خرجت من وحدة العناية المُركزة، ونُقلت إلى العيادة لمزيد من العلاج. ففي أواخر سبتمبر 2011، أعلن وكيل إيفورا أنها تُنهي حياتها المهنية بسبب سوء حالتها الصحية.
في 17 ديسمبر 2011، توفت إيفورا في ساو فيسينتي، الرأس الأخضر، في السبعين من عُمرها، من فشل في الجهاز التنفسي وارتفاع ضغط الدم. وذكرت صحيفة إسبانية أنه قبل 48 ساعة من وفاتها، كانت لا تزال تلقي الناس - وتُدخن - في منزلها في منديلو، فدائما لها شعبية ومحبوبة لذلك أبوابها مفتوحة للجميع.

## مجموعة الأسطوانات

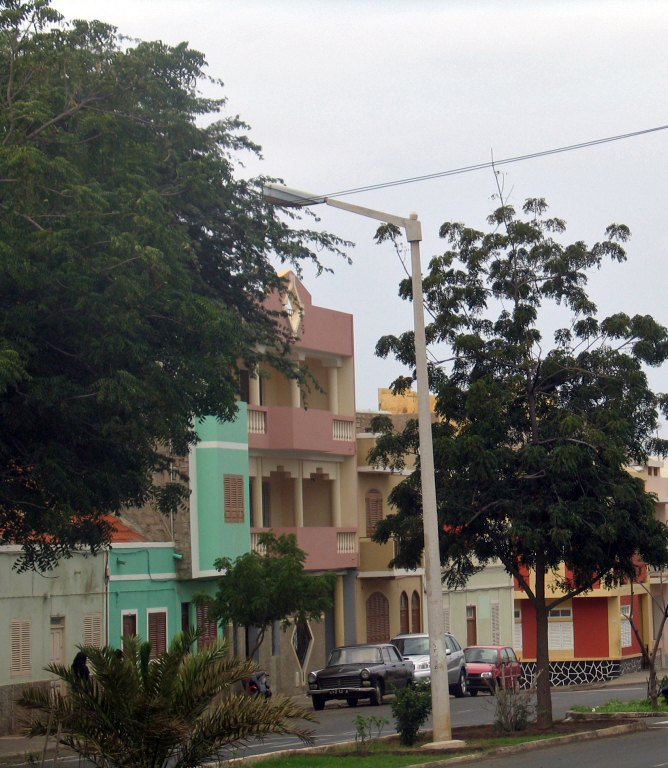
منزل سزاريا ايفورا.

### أسماء ألبوماتها
| العنوان                                    | تفاصيل الألبوم                                                         |
| ------------------------------------------ | ---------------------------------------------------------------------- |
| يعيش في أولمبيا                            | - أُطلق في: 1996 - التسمية: المُوسيقى الإستوائية GmbH - الشكل: CD        |
| يعيش في الحُب: سيزاريا إيفورا في حفل موسيقي | - أُطلق في: 12 من شهر يوليو، 2005 - التسمية: تسجيلات راس - الاشكال: DVD |

### أشرطة الفيديو والموسيقى
| "Cabo Verde"                                                              | 1991 | —  | —  |
| "Mar Azul"                                                                | 1991 | —  | —  |
| "Sodade"                                                                  | 1992 | 42 | —  |
| "Nha Cancera Ka Tem Medida"                                               | 1995 | —  | —  |
| "Apocalipse"                                                              | 1997 | —  | —  |
| "Cabo Verde Manda Mantenha"                                               | 1999 | —  | —  |
| "Carnaval De Sao Vicente"                                                 | 2000 | —  | —  |
| "Nutridinha"                                                              | 2001 | —  | 88 |
| "Tiempo Y Silencio" (with بيدرو غيرا)                                     | 2001 | —  | —  |
| "Yamore" (with سالف كيتا)                                                 | 2002 | —  | —  |
| "Mar De Canal"                                                            | 2003 | —  | —  |
| "Africa Nossa" (with Ismael Lo)                                           | 2006 | —  | —  |
| "Ligereza"                                                                | 2009 | —  | —  |
| "—" تدل هذه العلامة على أن التسجيل لم يرسم أو لم يفرج عنه في ذلك الإقليم. |      |    |    |

## وصلات خارجية
- سزاريا ايفورا على موقع IMDb (الإنجليزية)
- سزاريا ايفورا على موقع الموسوعة البريطانية (الإنجليزية)
- سزاريا ايفورا على موقع ميوزك برينز (الإنجليزية)
- سزاريا ايفورا على موقع قاعدة بيانات الأفلام السويدية (السويدية)
- سزاريا ايفورا على موقع أول ميوزيك (الإنجليزية)
- سزاريا ايفورا على موقع ديسكوغز (الإنجليزية)
- سزاريا ايفورا على موقع قاعدة بيانات الفيلم (الإنجليزية)

- Life and Work of Cesária Évora, in Portuguese
- Blog by the fans of Cesária Évora, the 1st page entirely in portuguese about her, 2008
- Official Website
- extensive bio by راديو فرنسا الدولي